# Neocompsa santarensis
Neocompsa santarensis là một loài bọ cánh cứng trong họ Cerambycidae.